# Ó cá
Ó cá hay ưng biển (Pandion haliaetus) là một loài chim săn mồi ăn cá, sống về ban ngày với phạm vi sống toàn cầu. Loài chim này có kích thước lớn với chiều dài hơn 60 cm (24 in) và sải cánh 180 cm (71 in). Đặc điểm dễ nhận biết là vùng lưng và phía sau đầu có màu nâu xám, cánh và xung quanh mắt có màu đen.
Ó cá sống trong nhiều kiểu môi trường khác nhau, làm tổ ở bất cứ nơi nào gần vực nước cung cấp đủ thức ăn cho chúng. Chúng được tìm thấy trên tất cả các lục địa trừ châu Nam Cực, riêng ở Nam Mỹ chúng chỉ xuất hiện ở dạng di cư không sinh sản. Loài này được IUCN đánh giá là ít quan tâm, chỉ tính riêng châu Phi thì số cá thể có khoảng 460.000 con.
Như tên gọi của chúng, thức ăn của chúng hầu như chỉ là cá. Chúng có các đặc điểm hình thái và hành vi rất đặc biệt giúp chúng có thể săn và bắt con mồi. Do các đặc điểm độc đáo này, chúng được phân loại vào một chi riêng, chi Pandion duy nhất của họ Pandionidae. Có 4 phân loài được công nhận trên thế giới. Mặc dù có xu hướng làm tổ gần các khu vực có nước, chúng không phải là một loài đại bàng biển.

## Phân loại học
Ó cá là một trong những loài được Carolus Linnaeus mô tả trong công trình của ông trong thế kỷ XVIII, Systema Naturae, và được đặt tên là Falco haliætus thuộc chi Cắt Falco. Chi Pandion là chi duy nhất trong họ Pandionidae, và chỉ chứa một loài duy nhất là P. haliaetus. Chi Pandion được nhà động vật học Pháp Marie Jules César Savigny mô tả năm 1809, và được đặt theo tên vị vua thành Athens trong thần thoại Hy Lạp là Pandion II. Tên loài haliaetus biến thể từ tiếng Hy Lạp cổ đại ἁλιάετος "Haliaeetus/đại bàng biển". Trong tiếng Việt, tên gọi ưng biển hay ó cá xuất phát môi trường sinh thái ngoài biển và tập tính bắt cá làm thức ăn của chúng.
Ó cá có một số nét khác với các loài chim săn mồi ban ngày khác. Các ngón ở chân của ó cá dài bằng nhau, xương cổ chân có dạng lưới, còn móng vuốt lại tròn thay vì có rãnh. Ó cá và cú là các loài săn mồi duy nhất mà ngón chân cái của chúng lại ở bên ngoài, ngược lại so với các loài chim săn mồi khác (thường thì ngón cái ở phía bên trong), cho phép chúng có thể bắt được con mồi với hai ngón trước và hai ngón sau. Điều này đặc biệt có ích khi bắt các loài cá trơn trượt. Nó luôn thể hiện một điều gì đó còn thách thức đối với các nhà phân loại học, nhưng trong trường hợp này nó được xem là một thành viên trong họ Pandionidae, và họ này từng được xếp vào bộ Cắt. Theo một số người khác thì chúng cũng được xếp cùng với diều, ưng và đại bàng vào họ Ưng, và nằm trong một bộ lớn là bộ Ưng hoặc họ Cắt trong bộ Cắt. Ví dụ như phân loại của Sibley-Ahlquist xếp nó cùng với các loài săn mồi ban ngày khác vào một đơn vị phân loại lớn hơn là Ciconiiformes, nhưng cách xếp này làm cho việc phân loại cận ngành không tự nhiên.

### Phân loài

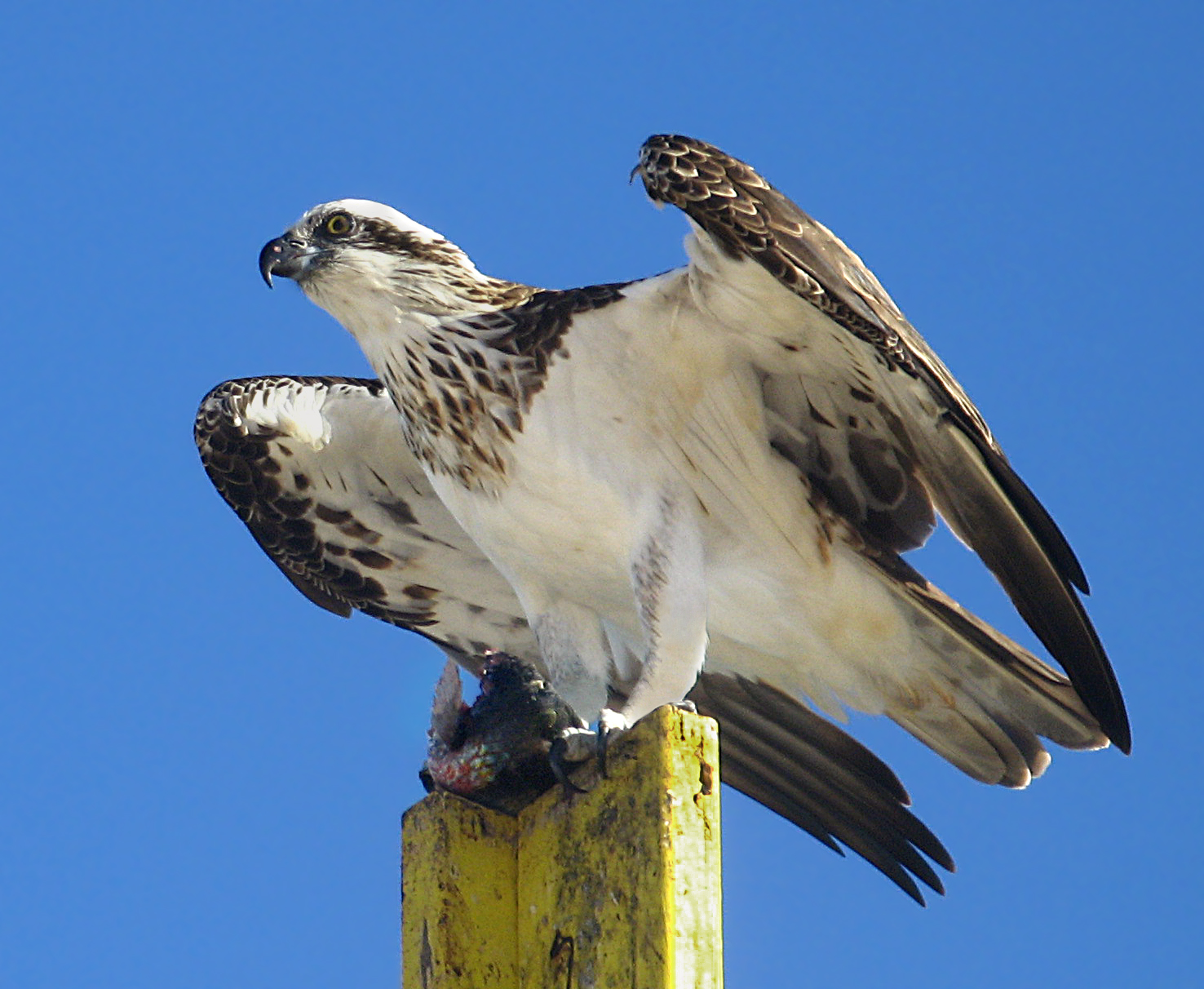
Phân loài cristatus là khác biệt nhất.

Ó cá có đặc điểm khác thường ở chỗ nó là loài duy nhất có mặt trên khắp thế giới trừ Nam Cực. Có một số loài của ó cá được phân chia không rõ ràng nên nhìn chung hiện nay chỉ có 4 phân loài được nhận dạng, mặc dù những phân loại dựa trên những khác biệt không lớn lắm, và ITIS chỉ liệt kê có 2 phân loài đầu tiên.
- P. h. haliaetus (Linnaeus, 1758), hay còn gọi là phân loài ó cá Á - Âu.[9]
- P. h. carolinensis (Gmelin, 1788), Bắc Mỹ. Phân loài này có cơ thể lớn hơn, tối hơn và có phần lông ở ngực nhạt hơn so với phân loài haliaetus.[9]
- P. h. ridgwayi (Maynard, 1887), có mặt tại các đảo ở khu vực Caribe. Phân loài này có phần lông ở đầu và ngực nhạt hơn so với haliaetus.[9] và là loài chim không di cư. Tên khoa học của chúng được đặt theo tên nhà điểu học người Mỹ Robert Ridgway.[10]
- P. h. cristatus (Vieillot, 1816), có mặt ở vùng bờ biển và tại một số sông lớn ở Úc, bao gồm cả ở Tasmania. Đây là phân loài nhỏ nhất và đặc biệt nhất và cũng là loài không di cư.[9] Gần đây, phân loài P. h. cristatus vì có những đặc điểm riêng biệt nên đã được tách ra khỏi phân loài của ó cá thành một loài riêng biệt[11]

### Hóa thạch
Có hai loài tuyệt chủng được ghi nhận từ việc phát hiện ra các hóa thạch. Pandion homalopteron được Stuart L. Warter đặt tên năm 1976 từ một hóa thạch có tuổi thuộc thế Miocen giữa, tầng Barstow, được tìm thấy trong các trầm tích biển ở một vài nơi thuộc miền nam tiểu bang California. Loài thứ hai là Pandion lovensis được Jonathan J. Becker mô tả năm 1985 từ các nghiên cứu hóa thạch được tìm thấy ở tiểu bang Florida và được xác định là có niên đại thuộc giai đoạn Clarendon sớm và có thể đại diện một nhánh riêng biệt của nó là P. homalopteron và P. haliaetus. Một số hóa thạch móng vuốt đã được thu nhặt trong các trầm tích Pliocen và Pleistocen ở Florida và Nam Carolina, Hoa Kỳ. Tuy nhiên hóa thạch cổ nhất là của họ Pandionidae được tìm thấy thuộc Oligocene, giai đoạn hình thành Jebel Qatrani, ở Faiyum, Ai Cập. Tuy nhiên, những đặc điểm của chúng không đủ để có thể xếp vào loài cụ thể. Một hóa thạch khác của họ Pandionidae cũng đã được tìm thấy trong các lớp trầm tích Oligocen sớm tại thung lũng Mainz, Đức, đã được Gerald Mayr mô tả năm 2006.

## Mô tả

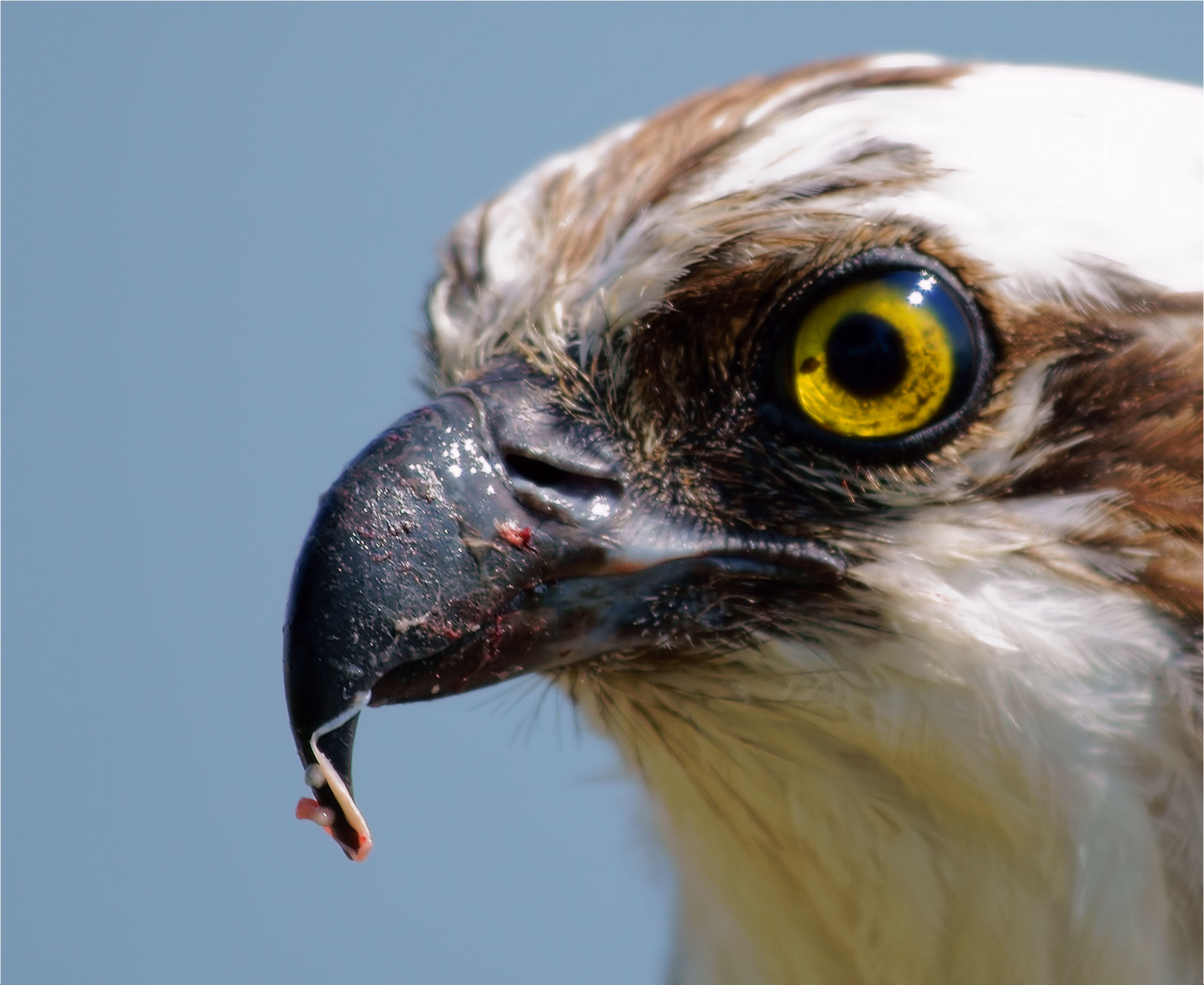
Phân loài California với mẩu cá nhỏ trên mỏ.

Ó cá có trọng lượng trung bình 0,9-2,1 kg, chiều dài 50–66 cm và sải cánh rộng 127–180 cm. Các phân loài có kích thước gần giống nhau, trung bình 1,53 kg: phân loài P. h. carolinensis là 1,7 kg và P. h. cristatus là 1,25 kg. Cánh có chiều dài 38–52 cm, đuôi 16,5–24 cm và xương cổ chân 5,2-6,6 cm. Phần trên có màu nâu đậm trong khi ức có màu trắng và đôi khi có sọc màu nâu, còn phần lông còn lại có màu trắng. Phần đầu màu trắng với một vòng màu sẫm quanh mắt, kéo dài đến hai bên cổ. Đồng tử có màu vàng và nâu, trong khi vòng màng xung quanh trong suốt có màu xanh dương nhạt. Mỏ có màu đen, phần đỉnh nhô lên có màu xanh dương, và bàn chân có màu trắng với các móng vuốt đen. Với một cái đuôi ngắn, cánh hẹp và bốn lông vũ dài như những ngón tay, lông thứ 5 ngắn hơn làm cho nó có hình dáng rất đặc biệt.
Con trống với con mái gần như giống nhau về diện mạo, nhưng con trống trưởng thành khác với con mái ở chỗ cơ thể nó mảnh hơn và cánh hẹp hơn. Phần lông ở ngực của con trống nhỏ và nhạt hơn so với con mái hoặc có thể là chỉ có màu trắng tinh khiết, và lông dưới cánh của con trống cũng nhạt hơn con mái. Có thể dễ dàng phân biệt khi chúng mới nở hơn so với các cá thể trưởng thành. Ó cá non có thể được xác định bởi màu sắc phần lông trên lưng, dưới bụng, và các lông sọc trên đầu. Đến mùa xuân, ó cá non có thêm một lớp lông vũ dày hơn so với lớp lông tơ trước đây của nó.
Khi bay, ó cá cong các cánh và rủ xuống giống với mòng biển. Chúng có tiếng kêu thanh, như cheep, cheep hay yewk, yewk. Nếu tổ của chúng có nguy hiểm, chúng phát ra tiếng kêu như cheereek! Tiếng kêu của ó cáⓘ

## Phân bố và môi trường sống

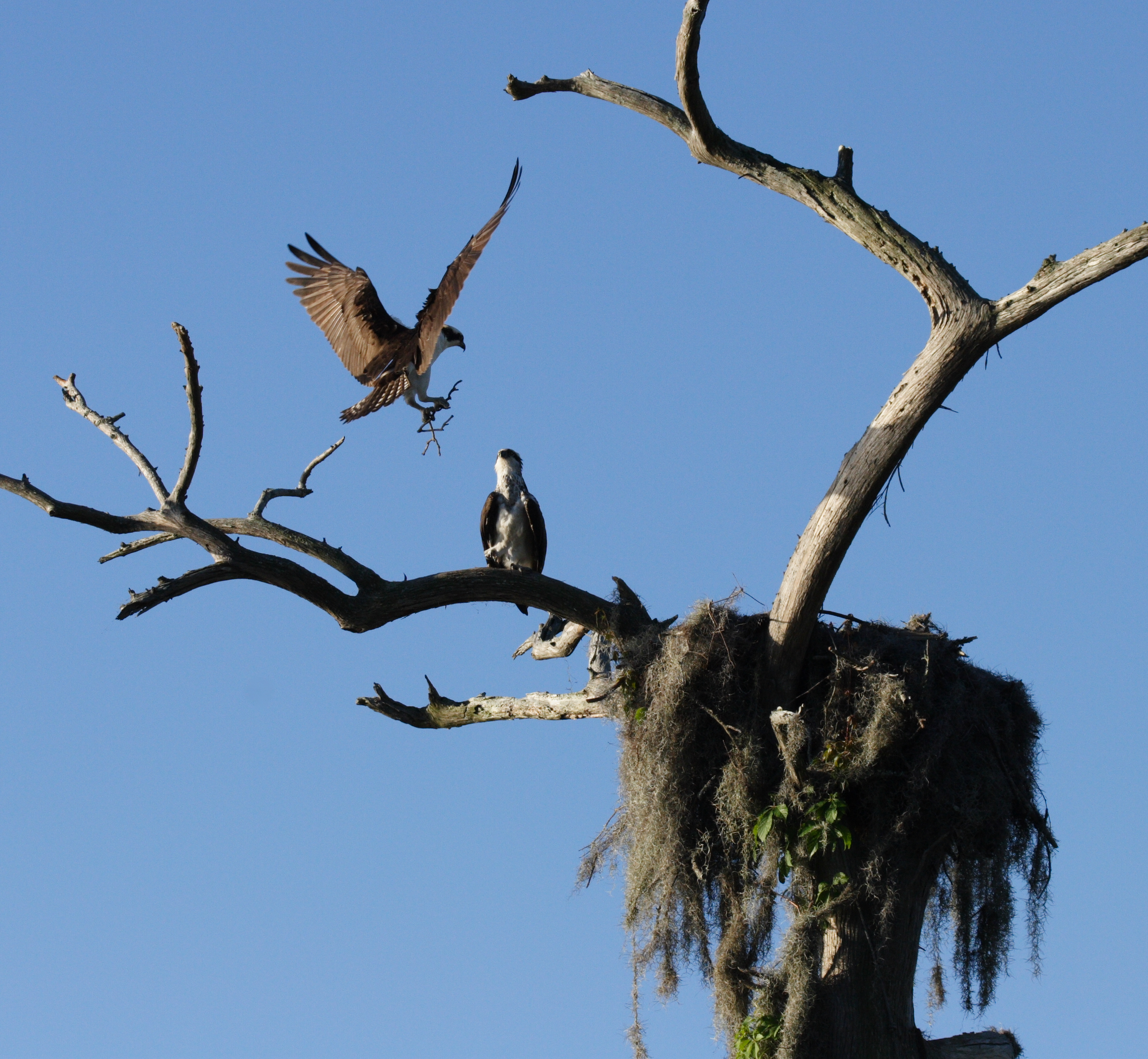
Ó cá nhặt cành cây về xây tổ

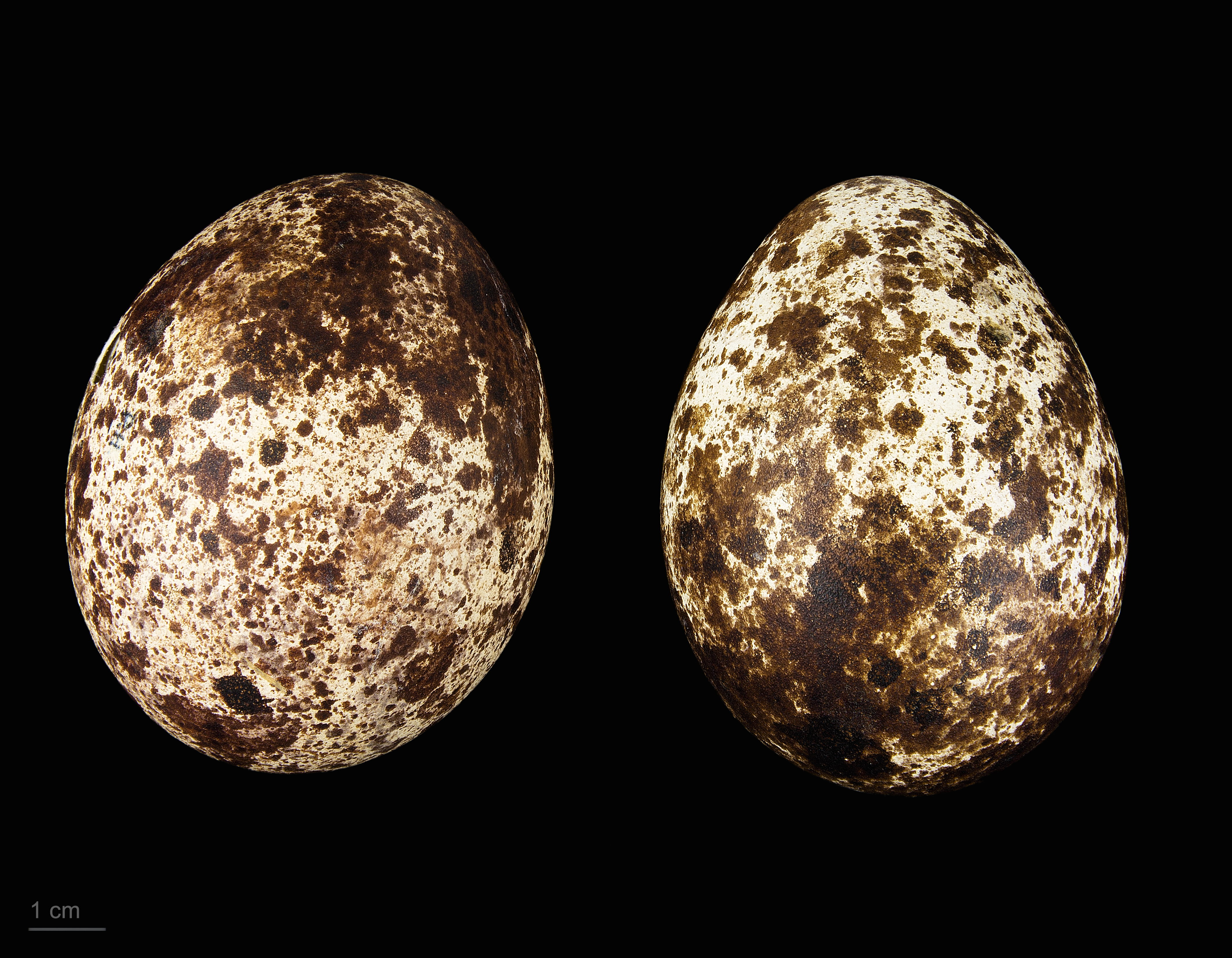
Pandion haliaetus

Ó cá là loài chim ăn thịt phân bố rộng rãi thứ hai trên thế giới chỉ sau loài Falco peregrinus. Chúng được tìm thấy ở tất cả các châu lục trừ lục địa Nam Cực, tại các vùng đất có khí hậu nhiệt đới và ôn đới. Ở Bắc Mỹ, nó sinh sản khắp các vùng đất từ Alaska, Newfoundland đến tận phía Nam các bang Vùng vịnh của Hoa Kỳ và Florida, trú đông từ miền Nam Hoa Kỳ đến tận Argentina. Tại châu Âu, ó cá được tìm thấy tại khắp bán đảo Scandinavia và Scotland vào mùa hè. Những khu vực khắc nghiệt bao gồm cả Iceland, Bắc Phi không thấy sự xuất hiện của chúng. Ở Úc, ó cá chủ yếu sinh sống rải rác xung quanh bờ biển, tuy nhiên chúng cũng di trú không sinh sản ở Tây Victoria và Tasmania. Có một khoảng cách 1000 km so với bờ biển của đồng bằng Nullarbor, giữa điểm sinh sản cận Tây của nó ở Nam Úc và các điểm sinh sản gần nhất về phía Tây ở Tây Úc. Ó cá cũng có mặt tại các đảo thuộc Thái Bình Dương như quần đảo Bismarck, quần đảo Solomon và Nouvelle-Calédonie, và các hóa thạch đã được tìm thấy ở Tonga, có lẽ do sự lấn chiếm đất đai của con người khiến chúng mất dần khu vực sinh sống tại đây. Có thể chúng từng có thời gian phân bố khắp các đảo thuộc Vanuatu và Fiji. Tại châu Á, các khu vực di trú bao gồm Nam Á, và Đông Nam Á từ Myanmar qua Đông Dương, miền Nam Trung Quốc, Indonesia, Malaysia và Philippines.

## Tập tính

### Thức ăn

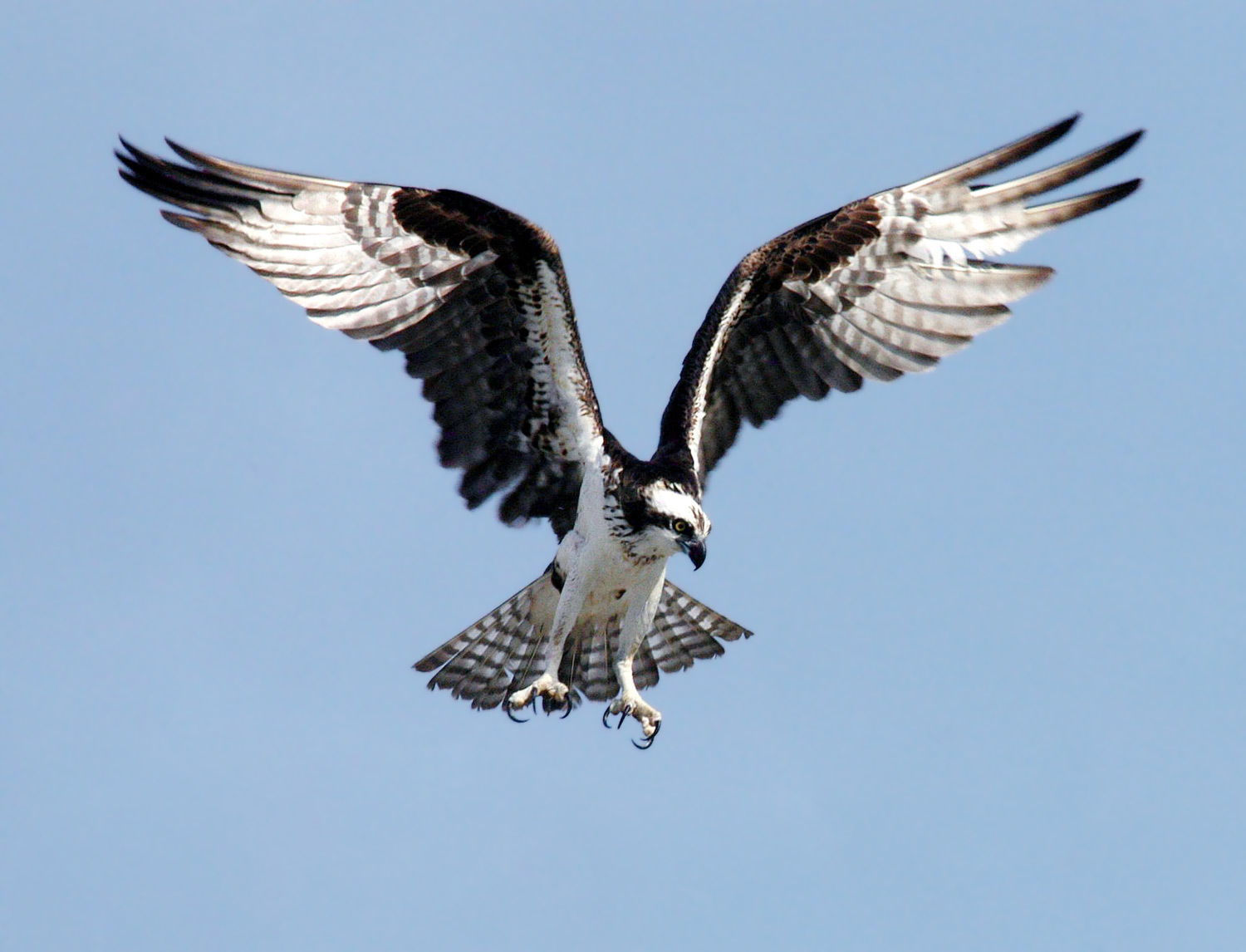
Ó cá chuẩn bị lao xuống bắt cá

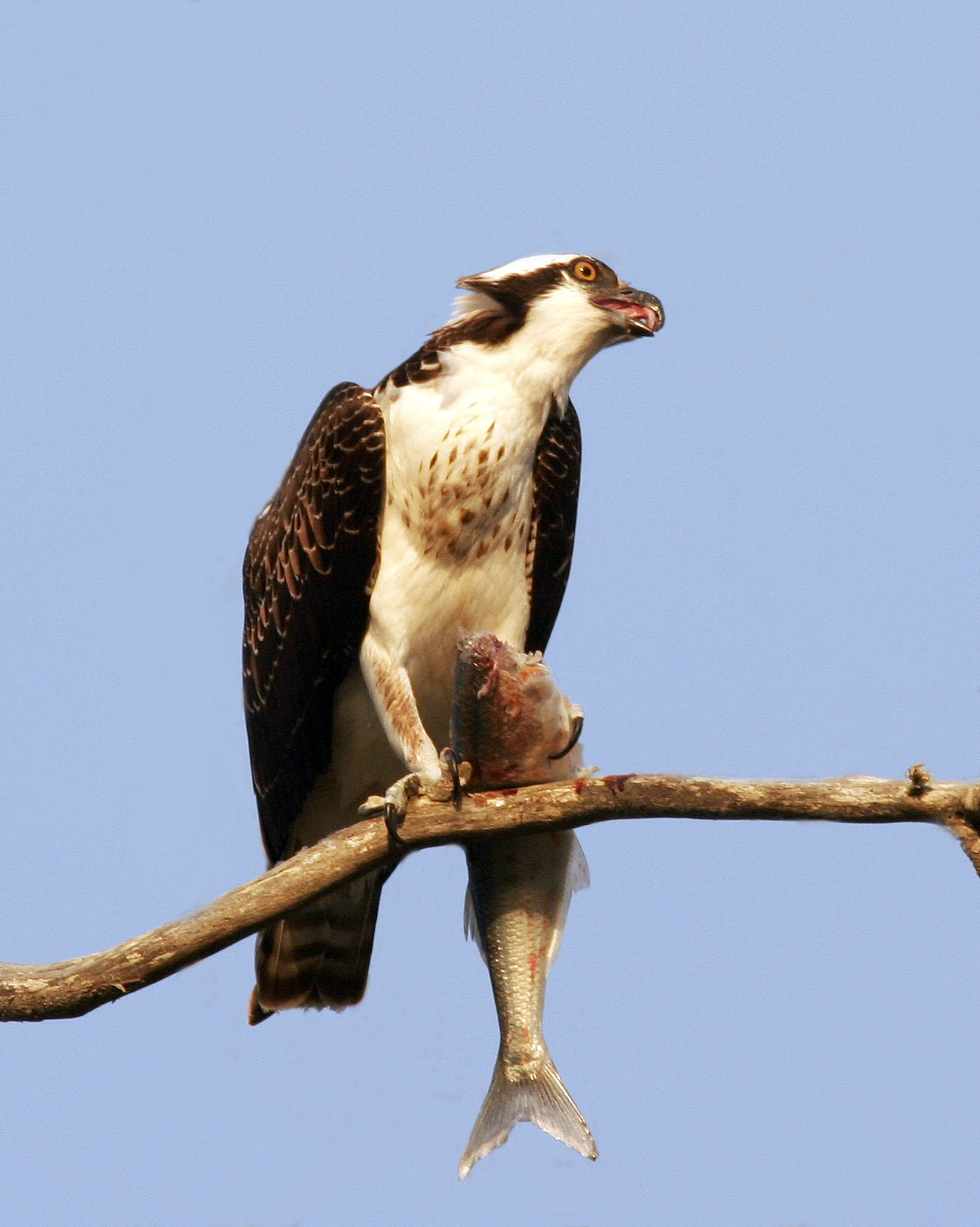
Đang ăn cá

99% thức ăn của ó cá là cá. Nó chủ yếu ăn cá có cân nặng 150–300 gam và chiều dài khoảng 25–35 cm, nhưng cũng ăn cá cân nặng từ 50 đến 2000 gam với kích thước bất kỳ.
Ó cá có thị lực tốt để nhận dạng các vật thể dưới nước từ trên không. Nó nhìn thấy con mồi đầu tiên khi ở độ cao 10–40 m trên mặt nước, sau khi đảo một chút nó lao xuống và đưa 2 chân xuống nước để bắt. Ó cá đặc biệt thích nghi với cách bắt mồi này, với các ngón trước có thể đảo ngược, các gai nhỏ sắc bén ở mặt dưới của móng, hai lỗ mũi có thể khép lại để giữ không cho nước tràn vào khi lặn, và các vảy mọc ngược trên vuốt có vai trò như các móc câu để giữ con mồi.
Thỉnh thoảng, ó cá có thể săn động vật gặm nhấm, thỏ, động vật lưỡng cư, các loài chim khác, và động vật bò sát nhỏ.

### Sinh sản
Ó cá sinh sản cạnh các hồ nước ngọt, và đôi khi là các vùng nước lợ ven biển. Các vách đá ngoài khơi được sử dụng ở đảo Rottnest bờ biển của Tây Úc có khoảng 14 địa điểm làm tổ trong đó có từ 4-7 là được sử dụng trong một năm. Một số được làm lại theo từng mùa, và một số có thể sử dụng cho 70 năm. Tổ là một đống các than gỗ, cỏ biển được xây dựng trong các ốc cây, mỏm đá, cột điện, các công trình nhân tạo trên các đảo nhỏ ngoài khơi. Nhìn chung, ó cá đạt đến tuổi trưởng thành và bắt đầu sinh sản từ đó đến 3 hoặc 4 năm tiếp theo, mặc dù ở một số khu vực có mật độ ó cá lớn, như vịnh Chesapeake ở Hoa Kỳ, chúng có thể không bắt đầu sinh sản mãi cho đến khi được 5 đến 7 tuổi, và có thể là sự thiếu hụt các cấu trúc có độ cao thích hợp cho chúng làm tổ. Nếu không có các vị trí làm tổ, ó cá con có thể buộc phải trì hoãn sinh sản. Để giải quyết vấn đền này, các trụ đôi khi được xây dựng để tạo ra các vị trí thích hợp cho chúng xây tổ.

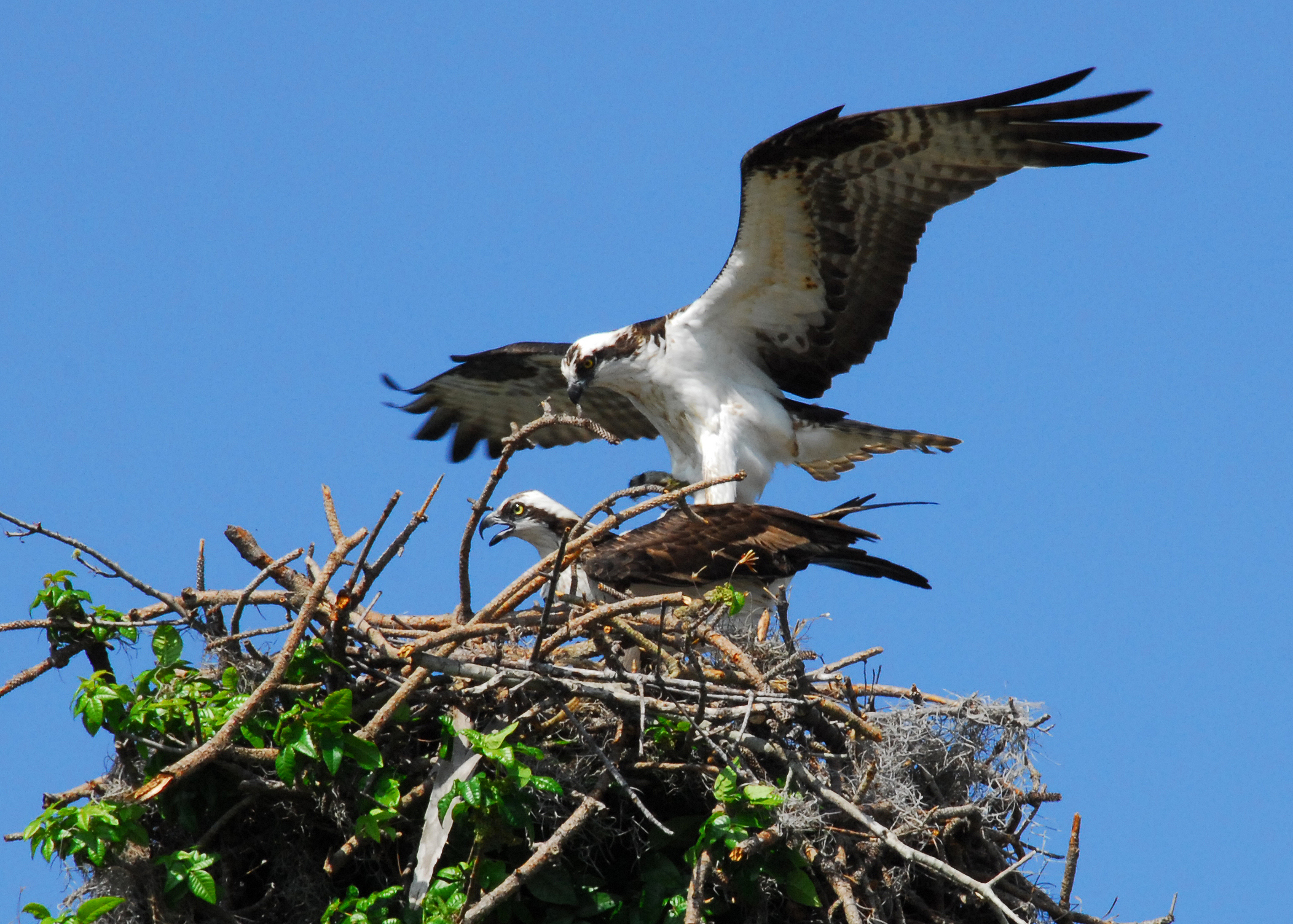
Chuẩn bị giao phối trên tổ

### Di cư
Phụ loài ở châu Âu thì sống qua mùa đông ở châu Phi, ở Hoa Kỳ và Canada thì sống qua mùa đông ở Nam Mỹ, thậm chí một số sống ở các bang tận cùng phía nam của Hoa Kỳ như Florida và California. Một số ó cá từ Florida di trú sang Nam Mỹ. Ó cá ở Úc thì có khuynh hướng không di trú.
Các nghiên cứu về ó cá của Thụy Điển cho thấy rằng các con cái có khuynh hướng di cư đến châu Phi sớm hơn con đực. Có nhiều chặng dừng chân trong suốt đợt di cư trong mùa thu. Sự thay đổi về giờ và khoảng thời gian trong mùa thu thì có ý nghĩa nhiều hơn trong mùa xuân. Mặc dù di chuyển chủ yếu trong ngày, thỉnh thoảng chúng bay một vài giờ trong đêm đặc biệt là qua các vực nước và trung bình bay 260–280 km/ngày, tối đa là 431 km/ngày. Các loài chim châu Âu cũng có thể di trú mùa đông ở Nam Á, ó cá xung quanh Na Uy cũng được phát hiện ở miền tây Ấn Độ.

## Hiện trạng

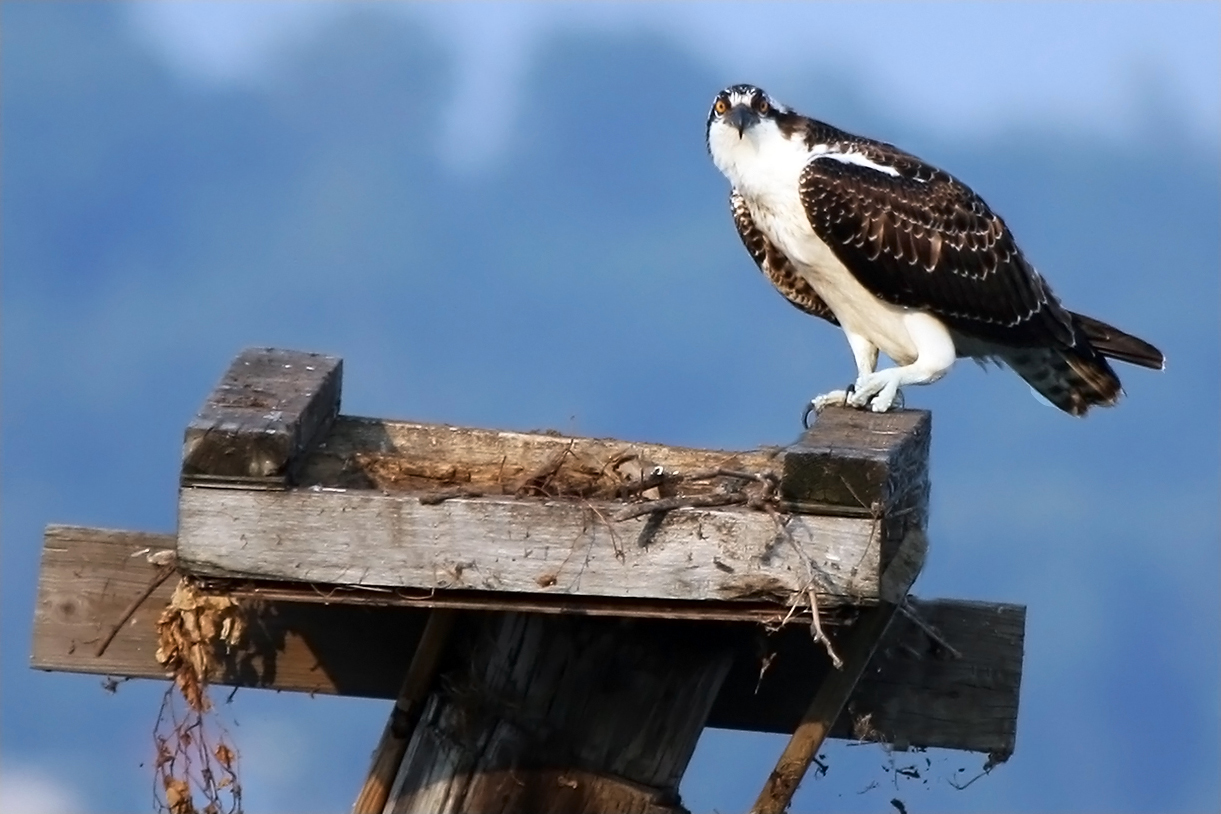
Con non trên tổ nhân tạo

Ó cá có diện phân bố rộng lớn, chỉ tính riêng châu Phi và châu Mỹ là 9.670.000 km², và có số cá thể trên toàn cầu ước tính khoảng 460.000 con. Mặc dù các khuynh hướng cá thể trên toàn cầu không định lượng được nhưng loài này được cho là không nằm ở ngưỡng giảm số cá thể theo tiêu chí của IUCN (như giảm hơn 30% trong vòng 10 năm hoặc 3 thế hệ), và do đó, loài này được xếp vào nhóm ít quan tâm. Có dấu hiệu cho thấy sự sụt giảm cá thể ở Nam Úc ở những nơi thuộc vịnh Spencer và dọc theo hạ lưu của sông Murray.
Vào cuối thế kỷ XIX và đầu thế kỷ XX, các mối đe dọa chính đối với số lượng cá thể ó cá là việc thu lượm trứng và săn bắt con trưởng thành cùng với các loài chim săn mồi khác, số cá thể ó cá đã giảm nhiều mạnh ở một số khu vực trong thập niên 1950 và 1960, một phần là do ảnh hưởng của các thuốc trừ sâu như DDT lên hệ sinh sản của chúng. Thuốc trừ sâu can thiệp vào quá trình trao đổi calci của chim làm cho vỏ trứng có thành mỏng, dễ vỡ hoặc không thể thụ tinh. Có thể vì cấm sử dụng DDT ở nhiều quốc gia vào đầu thập niên 1970 cùng với việc giảm săn bắt, số cá thể ó cá cũng như những loài bị ảnh hưởng khác đã hồi phục đáng kể. Ở Nam Úc, các địa điểm làm tổ của chúng trên bán đảo Eyre và đảo Kangaroo là dễ bị tổn thương bởi các hoạt động giải trí không kiểm soát ven biển và sự phát triển đô thị.
Ó cá là loài chim biểu tượng của tỉnh bang Nova Scotia, Canada và tỉnh Södermanland, Thụy Điển.

## Trong văn hóa
Nisos, vua của Megara trong thần thoại Hy Lạp, đã hóa thành đại bàng biển hoặc ó cá để tấn công cháu ông ta sau khi cô ấy phải lòng Minos, vua của Crete.
Nhà văn La Mã Pliny Già đã viết về cặp ó cá bố mẹ tập cho con chúng bay dưới ánh nắng mặt trời và trừng phạt nếu con chúng thất bại.
Một giai thoại khác đề cập rằng loài chim bắt cá này được ghi nhận trong các tác phẩm của Albertus Magnus và được ghi nhận trong Holinshed's Chronicles rằng nó có một chân có màng và một chân có vuốt.
Những người trung cổ cho rằng cá cũng bị mê hoặc bởi ó cá bằng cách ngửa bụng lên để đầu hàng, và điều này được đề cập trong màn 4 cảnh 5 trong tác phẩm Coriolanus của Shakespeare:

I think he'll be to Rome

As is the osprey to the fish, who takes it

By sovereignty of nature.

(Tôi nghĩ anh sẽ ghé Rome

Như loài chim ưng biển bắt cá

Bằng quyền lực của tự nhiên.)

Nhà thơ Ireland William Butler Yeats đã sử dụng hình tượng con ó cá xám bay lang thang để mô tả nỗi buồn trong tác phẩm The Wanderings of Oisin and Other Poems (1889).
Ó cá được mô tả là đại bàng trắng trong lĩnh vực huy chương học, và gần đây hơn là biểu tượng của những phản ứng tích cực đối với thiên nhiên, đã được chọn để in trên hơn 50 loại tem, được sử dụng làm thương hiệu cho các sản phẩm khác nhau và tên của các đội thể thao. (Như Ospreys, một đội thuộc Rugby Union; Missoula Osprey, một đội thuộc tiểu liên đoàn bóng chày; Seattle Seahawks, một đội bóng bầu dục Mỹ; và North Florida Ospreys) hoặc là linh vật (như Springs School Ospreys ở Springs, New York; đội trượt tuyết Geraldton ở Úc; Đại học Bắc Florida; Đại học Salve Regina; Đại học Wagner; Đại học Bắc Carolina tại Wilmington; Richard Stockton College; hay Wells International School ở Bangkok, Thái Lan).